# Gorgonorhynchus
Gorgonorhynchus är ett släkte av slemmaskar. Gorgonorhynchus ingår i familjen Gorgonorhynchidae.
Gorgonorhynchus är enda släktet i familjen Gorgonorhynchidae.
Kladogram enligt Catalogue of Life:
| Gorgonorhynchus | \| \| Gorgonorhynchus bermudensis \| \| \| \| \| \| Gorgonorhynchus repens \| \| \| \| |
|                 | \| \| Gorgonorhynchus bermudensis \| \| \| \| \| \| Gorgonorhynchus repens \| \| \| \| |
|                 | Gorgonorhynchus bermudensis                                                            |
|                 |                                                                                        |
|                 | Gorgonorhynchus repens                                                                 |
|                 |                                                                                        |